# East Bird’s Head-Sentani jezici
Istočnovogelkopski-Sentani jezici (East Bird’s Head-Sentani), jezična papuanska porodica koja se sastoji od skupina East Bird’s Head (nekad samostalna porodica) i 4 sentani jezika, nekad dio transnovogvinejske porodice, i nekad izoliranog burmeso jezika.
Predstavnici su: skupina a) Burmeso (1), s jezikom burmeso [bzu]; b) skupina East Bird’s Head (3) s podskupinama Mantion (1), jezik manikion [mnx], podskupina Meax (2), jezici meyah [mej] i moskona [mtj]; c) skupina Sentani (4), s podskupinom Demta (1) jezik Sowari [dmy], i podskupinom Sentani vlastiti (3), jezici nafri [nxx], sentani [set] tabla [tnm]